# Ferocactus cylindraceus
Ferocactus chrysacanthus, vrsta kaktusa iz sjeverozapadnog Meksika i zapadnih predjela SAD-a.

## Uzgoj
- Preporučena temperatura:  dan: 8-24°C, noć 9-10°C
- Tolerancija hladnoće:   do -7°C
- Minimalna temperatura:  10°C
- Izloženost suncu: cijeli dan
- Porijeklo:  jugozapadni SAD (Arizona, Kalifornija), sjeverni Meksiko (Sonora, Baja California) od 600-1500 m nadmorske visine
- Opis:  raste sam, polako do visine od 2.4 m i širine od 35 cm.
- Potrebnost vode:  zahtijeva malo vode i dobru drenažu. Ovaj Ferocactus lagano ugiba ako dobije previše vode ili premalo sunca.

- Ovaj kaktus se godinama prepoznavao po nazivu Ferocactus acanthodes, dok se nije shvatilo da je taj naziv pogrešan. Pravo ime za ovaj kaktus je Ferocactus cylindraceus.
- Ovaj kaktus raste na jugu. Zanimljivo je da sjeverna strana ovog kaktusa (ona koja je zaštićena od sunca) raste brže nego njegova južna strana
- Uzgoj:  Ferocactus cylindraceus zahtjeva malo vode i dobru drenažu, ne smije imati previše vode ili premalo sunca. Dolazi iz područja gdje zimi kiši, pa je stoga dobro da ga u prolječe stavimo na kišu da ga malo ispere, ali ostatak godine ovaj kaktus treba biti suh.

- Cvjetovi:  žute ili narančaste boje, pojavljuju se u kolovozu i dugi su od 4-5 cm

## Podvrste
- Ferocactus cylindraceus ssp. lecontei
- Ferocactus cylindraceus ssp. tortulispinus
- Ferocactus cylindraceus subsp. eastwoodiae

## Vanjske poveznice
|  | Zajednički poslužitelj ima stranicu o temi Ferocactus cylindraceus    |
|  | Zajednički poslužitelj ima još gradiva o temi Ferocactus cylindraceus |
|  | Wikivrste imaju podatke o taksonu Ferocactus cylindraceus             |